# Sharon Johansen
Sharon Johansen (11 oktober 1948) is een Noors-Amerikaans model en actrice.
Johansen werd geboren in Noorwegen, maar verhuisde op zeer jonge leeftijd naar de Verenigde Staten. Ze werkte een tijdje als receptioniste voor Pierre Salinger. In 1972 maakte ze haar televisiedebuut met een gastrol in Columbo. In 1973 had ze opnieuw een gastrol in deze serie. In 1979 speelde ze in The Jerk. In oktober 1972 was ze Playmate van de maand voor het blad Playboy.